# Nodocion mateonus
Espèce
Nodocion mateonus est une espèce d'araignées aranéomorphes de la famille des Gnaphosidae.

## Distribution
Cette espèce est endémique des États-Unis. Elle se rencontre en Californie, en Oregon et au Washington,.

## Description
Le mâle mesure 4,57 mm et les femelles 7,27 mm en moyenne. 

## Publication originale
- Chamberlin, 1922 : The North American spiders of the family Gnaphosidae. Proceedings of the Biological Society of Washington, vol. 35, p. 145-172 (texte intégral).